# بالگردگاه هود ریور فایر دپت
بالگردگاه هود ریور فایر دپت (به انگلیسی: Hood River Fire Dept. Heliport) یک فرودگاه خصوصی است . این فرودگاه در کشور ایالات متحده آمریکا قرار دارد و در ارتفاع ۱۴۸ متری از سطح دریا واقع شده‌است.